# Shenzhen Airlines
Shenzhen Airlines é uma empresa doméstica internacional da China.

## Frota

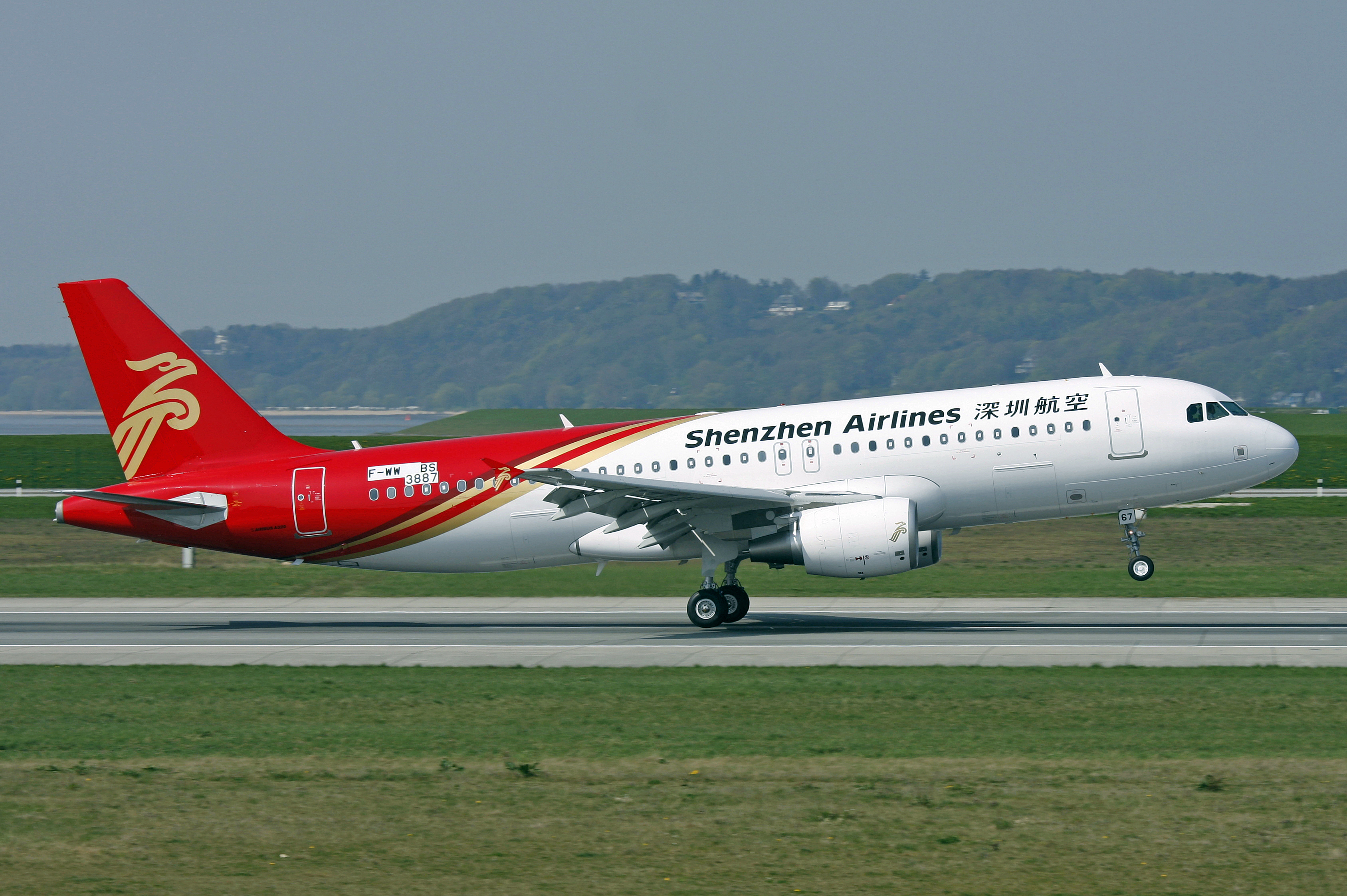
Airbus A320 da Shenzhen Airlines.

Em 10 de outubro de 2017 a frota da empresa era composta por.
| Modelo          | Quantidade |
| --------------- | ---------- |
| Airbus A319-100 | 7          |
| Airbus A320-200 | 80         |
| Airbus A330-300 | 1          |
| Boeing 737–700  | 3          |
| Boeing 737-800  | 81         |
| Boeing 737-900  | 5          |
| Total           | 177        |